# جبل بحري

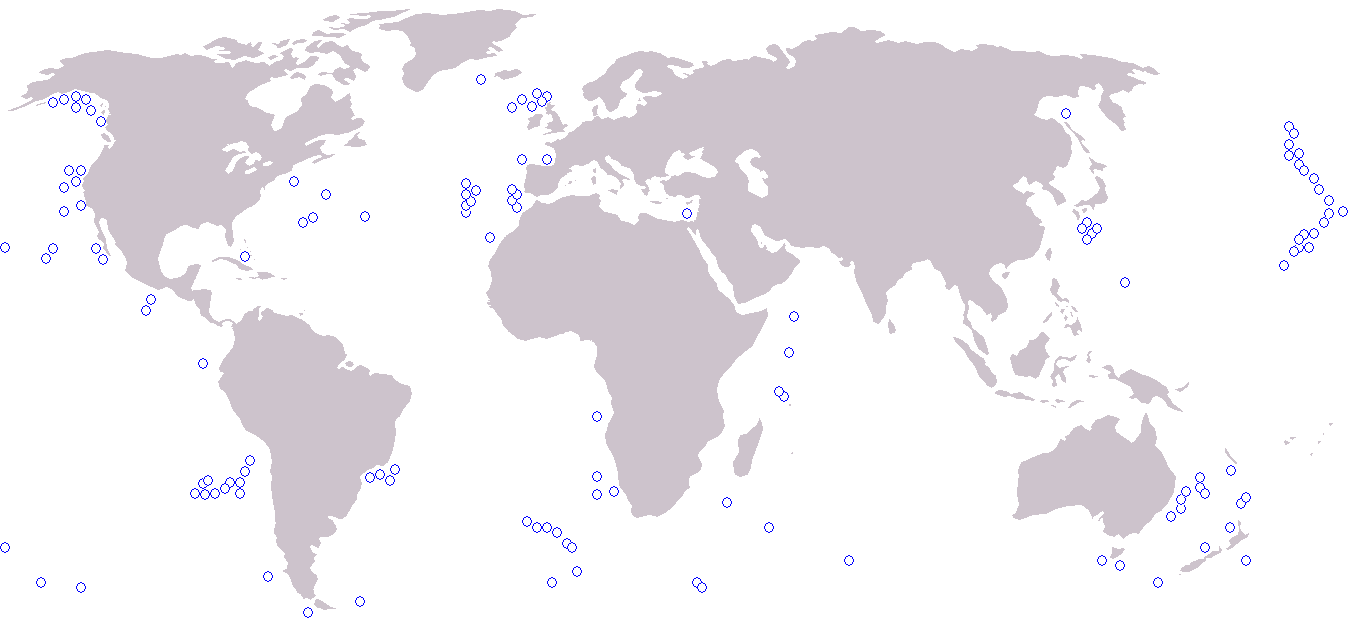

الجبل البحري هو جبل يرتفع في المحيط وقاع البحر ولا يصل لسطح الماء (سطح البحر), وبالتالي فهو ليس جزيرة. وعادة ما يتكون من براكين خامدة والتي ترتفع فجأة من قاع البحر ليصل ارتفاعها إلى 1000-4000 متر (3000-13000-قدم). ووصفها علماء المحيطات بسمة مستقلة وهي ألا يقل ارتفاعها عن 1000 متر (3281 قدمًا) فوق قاع البحر، وعادة ما نجد القمم مرتفعة لمئات وحتى آلاف الأمتار تحت سطح البحر وبالتالي تعتبر جزءًا من أعماق البحر. هناك ما يقدر بعدد 100000 جبل بحري في جميع أرجاء العالم ولم يتم دراسة سوى القليل منها، ونجد الجبال البحرية بكافة الأحجام ولها نمط مميز في النمو والنشاط والاختفاء، وفي السنوات الأخيرة، تمت دراسة العديد من الجبال البحرية النشطة، على سبيل المثال جبل لويهي في جزر هاواي.
نظرًا لوفرتها، تعد الجبال البحرية من أشهر الأنظمة الإكولوجية المحيطية في العالم، وتعمل التفاعلات ما بين الجبال البحرية والتيارات التي تحت سطح الماء وكذلك مواضع ارتفاعها في الماء على جذب العوالق من الكائنات الحية والشعب المرجانية والأسماك والثدييات البحرية على حد سواء. ولقد لوحظ تأثيرها التجميعي في صناعة صيد السمك التجاري, وتدعم الكثير من الجبال البحرية الصيد الجائر. وهناك قلق مستمر حول التأثير السلبي للصيد على النظم الإيكولوجية للجبال البحرية وهناك حالات موثقة بشكل جيد حول تراجع مخزون الأسماك، على سبيل المثال السمك الخشن البرتقالي. وينتج 95% من التدمير الإيكولوجي عن الصيد بشباك الجر القاعي, والتي تقضي بالمعنى الحرفي على النظم الإيكولوجية للجبال البحرية.
وبسبب أعدادها الكبيرة لا تزال الكثير من الجبال البحرية بحاجة للدراسة الجيدة وتخطيطها للخرائط، وتعمل تقنية قياس الأعماق والأقمار الصناعية لقياس الارتفاعات على رأب هذه الفجوة. وكانت هناك أمثلة لاصطدام سفن سلاح البحرية بالجبال البحرية غير المعروفة، مثل الحبل البحري مويرفيلد الذي سمي باسم السفينة التي اصطدم بها في عام 1973. ومع ذلك، فإن أكبر مخاطر الجبال البحرية هي انهيار جانبها عندما تتقدم في العمر, وضغط الكتل الصخرية المتسربة في الجبال البحرية على جانبي الجبل البحري مما يتسبب في حدوث انهيارات أرضية يمكن لديها القدرة على توليد تسونامي.

## معلومات جغرافية

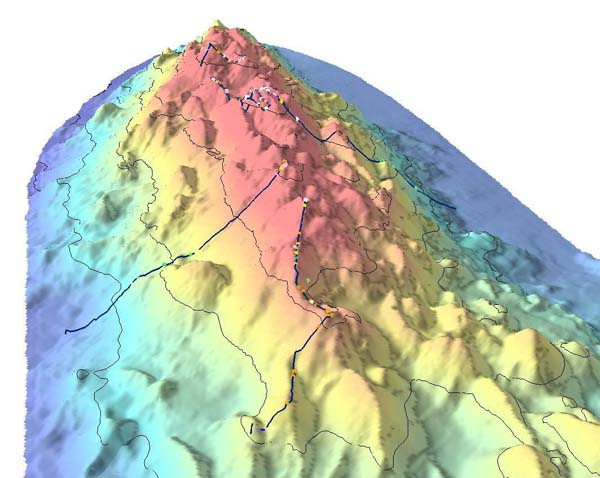
بعثة 2002 إلى جبل ديفيدسون البحري: دراسة تضاريس قاع البحر ومسار الاستكشاف

يمكن أن ترى الجبال البحرية في كل قاع محيط في العالم حيث تنتشر على نطاق واسع خاصة فيما يتعلق بالمساحة والعمر. تعرف الجبال البحرية من الناحية الفنية على أنها مرتفعات معزولة يبلغ ارتفاعها 1000 متر (3281 قدمًا) أو أكثر عن قاع البحر المحيط بها مع قمة محدودة المساحة، وصيغ هذا التعريف في عام 1964، ومع ذلك لم يعد هناك التزام بهذا التعريف وقلل بعض العلماء من الارتفاع ليصل إلى 100 متر (328 قدمًا) حتى يكون من الجبال البحرية. وبموجب هذا التعريف الصارم يوجد ما يصل إلى 100000 جبل بحري، وبموجب التعريف الأوسع يوجد مليونا جبل بحري ومع ذلك يوجد الكثير من الجبال البحرية الصغيرة جدًا والعميقة للغاية التي يصعب تحليلها؛ لذا قد لا نعرف أبدًا عددها الحقيقي.